# Gare de Warneton
La gare de Warneton est une ancienne gare ferroviaire de la ligne 67, de Comines à Armentières située à Warneton, ancienne commune de Belgique faisant désormais partie de celle de Comines-Warneton, dans la province de Hainaut en Région wallonne.
Mise en service en 1870 par le Chemin de fer d'Ostende à Armentières, elle ferme aux voyageurs en 1950. La ligne est hors-service depuis 1988.

## Situation ferroviaire
Établie à 19 m d'altitude, la gare de Warneton était située au point kilométrique (PK) 4.0 de la ligne 67, de Comines au Touquet (frontière française) entre le point d'arrêt de Bas-Warneton et la halte de Pont-Rouge.

## Histoire
La station de Warneton est mise en service le 1er novembre 1870 par la Compagnie du chemin de fer d'Ostende à Armentières, lorsqu'elle ouvre à l'exploitation la ligne de Comines à la frontière franco-belge, qui est franchie entre les gares du Touquet et d'Houplines.
Depuis 1867, la Compagnie d'Ostende-Armentières fait partie de la Société générale d'exploitation de chemins de fer (SGE) qui regroupe plusieurs des lignes voisines, notamment la section d'Ypres à Comines (Belgique) qu'utilisent les trains de la compagnie circulant vers Armentières et Lille. La Compagnie des Bassins houillers du Hainaut, société administrée par l'homme d'affaires Simon Philippart, y joue un rôle central. Elle mettra en service en 1873 la section d'Ypres à Torhout concédée à la Compagnie d'Ostende-Armentières, complétant la liaison vers Ostende.
Les Chemins de fer de l'État belge, future SNCB, qui avait déjà racheté la plupart des concessions de la SGE en dehors de la Flandre-Occidentale, reprend celle d'Ostende-Armentières en 1880 alors que le syndicat d'exploitation venait d'être dissout. La Compagnie des chemins de fer de la Flandre-Occidentale sera rachetée en 1908, complétant le rachat de la ligne passant par Comines.
Le bâtiment de la gare de Warneton, tout comme la plupart des maisons de la commune, ne survit pas à la Première Guerre mondiale. Une nouvelle gare en briques est érigée dans les années 1920. Elle porte alors le nom bilingue de « Warneton - Waasten ».
Dès 1937, les trains de voyageurs ne poursuivent plus vers la France. La SNCB supprime les trains de voyageurs sur la ligne le 8 octobre 1950. Les trains de marchandises continuent à desservir la cour de la gare de Warneton jusqu'en 1988.
Un chemin RAVeL réutilise une partie de la ligne.

## Patrimoine ferroviaire
Le bâtiment des recettes de type « Reconstruction », utilisé comme habitation, a été réhabilité en bâtiment public.

### Premier bâtiment
L'aspect du bâtiment détruit au début de la Première Guerre mondiale est identique à celui de la gare de Staden avec un haut corps de logis encadré par deux ailes symétriques. Les ouvertures du rez-de-chaussée sont à arc en plein cintre et les fenêtres de l'étage à arc bombé ; la baie médiane côté rue étant aveugle. Parmi ces édifices identiques à l'origine, seul le bâtiment de la gare de Staden était encore debout (ayant perdu plusieurs parties) ; il a finalement disparu après 1955.

### Nouveaux bâtiments
Construit au début des années 1920, le bâtiment des recettes, sans étage, et son annexe étaient complété par deux bâtiments démolis depuis : une maison de fonction bordant le passage à niveau (dont l'aspect précis est méconnu) et une grande halle aux marchandises.
Ce petit bâtiment correspond à l'un des deux plans type standard pour les gares sans étage type « Reconstruction » dressé par les Chemins de fer de l'État belge. La gare de Langemark est un exemple de ce plan type.
Composé d'un seul volume avec un grand pignon côté rue et une lucarne excentrée côté quai, il est doté, côté rue, de huit travées rassemblées en trois groupes. La porte d'accès, encadrée par deux baies, est implantée sous le grand pignon. Côté quais, six ouvertures dont deux portes donnent sur la salle d'attente, le guichet et le bureau ; une porte plus grande donnant accès au magasin. Un pignon, plus petit, est placé entre les deux portes en direction de la droite. Toutes les fenêtres et portes du rez-de-chaussée sont surmontées de grands vasistas ; la façade est en brique rouge avec de la pierre autour des ouvertures et la toiture est à demi-croupes.
Après sa désaffectation, le bâtiment de la gare a été reconverti en habitation[réf. souhaitée]. En 2016, une rénovation fait disparaître les fenêtres d'origine. Il accueille depuis 2022 un bureau du SIDEC : Syndicat d'Initiative de Comines-Warneton.